# Yves Audoor
Yves Audoor (Merelbeke, 25 januari 1968) is een gewezen Belgische voetballer. Hij voetbalde onder meer voor Club Brugge en Beerschot VAC. Hij was een erg beloftevolle speler wiens voetbalcarrière nooit echt van de grond kwam. Momenteel werkt hij in dienst van de gemeente Merelbeke.
Hij is de vader van de tweeling Sem en Lynnt Audoor. Lynnt speelt als middenvelder voor Club Brugge. 

## Carrière

### Jeugd
Yves Audoor begon te voetballen bij Union Merelbeke, maar stapte al op erg jonge leeftijd over naar Club Brugge. Daar doorliep de rechtsbuiten nog enkele jaren de jeugdreeksen alvorens in 1984 zijn debuut te maken in het eerste elftal. Het was de Nederlandse trainer Henk Houwaart die de 16-jarige Audoor in de A-kern opnam.

### Club Brugge
De jonge Oost-Vlaming speelde zijn eerste officiële wedstrijd voor Club Brugge op 25 november 1984. Het ging om een topper tegen Standard Luik. Met nog enkele minuten te spelen, mocht Audoor invallen voor rechtermiddenvelder Luc Hinderyckx. De wedstrijd eindigde in een 1-0 winst voor Club.
Audoor bleef aangesloten bij Club Brugge, maar kwam in eerste instantie niet veel meer in actie. Eerst deed hij zijn legerdienst uit en niet veel later liep hij een zware blessure aan de arm op. Maanden gingen voorbij met slechts een handvol wedstrijden op de teller. Pas tijdens het seizoen 1988/89 werd hij een volwaardig lid van de A-kern. Hij werd regelmatig opgesteld en was ook goed voor drie goals.
Toch belandde Audoor op een zijspoor bij Brugge. Streekgenoot KSV Waregem wilde de rechtervleugelspeler huren, maar daar wilde blauw-zwart niet op ingaan. Toen Beerschot in 1990 met een transfersom over de streep kwam, mocht Audoor vertrekken. 

### Beerschot
Bij Beerschot vond Audoor onder meer ex-ploegmaat Kenneth Brylle terug. Maar het team zat in een diep dal. Op sportief vlak bleven de goede resultaten uit en ook op financieel vlak verkeerde de club in moeilijkheden. Beerschot werd afgetekend laatste en degradeerde wegens de financiële problemen naar Derde Klasse. Een domper voor Audoor, die bij Beerschot hoopte om terug voetbalplezier te vinden.
Maar Beerschot speelde meteen kampioen en mocht zo plaatsnemen in Tweede Klasse. De 23-jarige Audoor leek zijn grootste, sportieve successen al achter de rug te hebben. Beerschot probeerde om terug te keren naar de hoogste voetbalafdeling, maar een promotie kwam er steeds net niet. Audoor bleef uiteindelijk tot 1995 bij Beerschot.

### Deinze
Na vijf seizoenen bij Beerschot tekende hij een contract bij SK Deinze. De kleine, frêle voetballer groeide er uit tot een van de ouderdomsdekens. Zijn snelheid was zijn grootste wapen. In 1997 haalde Deinze onder het toezicht van trainer Eddy Mestdagh de eindronde, maar in daarin schoot de club echter te kort. Een terugkeer naar Eerste Klasse zat er voor Audoor dus niet meer in. Hij bleef uiteindelijk nog tot 2001 voor Deinze spelen. In dat jaar ontsnapte de club op het nippertje aan de degradatie.

## Palmares
- Kampioen van België: 1988, 1990
- Beker van België: 1986